# Baselios Geevarghese I
Baselios Geevarghese I (imię świeckie Geevarghese Vakathanam Karuchira, ur. styczeń 1870, zm. 17 grudnia 1928) – duchowny Malankarskiego Kościoła Ortodoksyjnego, w latach 1925-1928 Katolikos Wschodu i zwierzchnik tegoż Kościoła. 

## Życiorys
Pochodził z pobożnej rodziny. W czerwcu 1896 został wyświęcony na diakona. Święcenia kapłańskie przyjął 18 sierpnia 1896, a tydzień później złożył śluby zakonne. Sakrę biskupią otrzymał 7 lutego 1913 z rąk emerytowanego patriarchy antiocheńskiego Ignacego Abdul Masiha II i objął rządy w diecezji Kottayam. Jako biskup przyjął imię Filoksenos. 30 kwietnia 1925 został intronizowany na katolikosa. W czasie swoich trzyletnich rządów wyświęcił jednego biskupa. Dał się wówczas poznać jako osoba bardzo skromna - własnoręcznie uszył swoje szaty liturgiczne, sam też wypiekał chleb używany do konsekracji w czasie mszy.
Zmarł 17 grudnia 1929 i został pochowany w klasztorze Vallikkat. Jego następcą na stolicy św. Tomasza został Baselios Geevarghese II.